# Antonello Carbone
Antonello Carbone (Catania, 25 agosto 1967) è un giornalista e scrittore italiano.

## Biografia
Ha iniziato la sua carriera nel 1986 scrivendo per il quotidiano del pomeriggio Espresso Sera e poi per il quotidiano La Sicilia fino al 1993.
Ha collaborato negli stessi anni con l'emittente televisiva Antenna Sicilia. In Rai dal 1995 alla TGR nella redazione siciliana dove dal 2015 è caposervizio nella redazione di Catania. Ha lavorato nel 1995 per Rai 2 allo speciale dalla Comunità di San Patrignano Tutti i colori del cielo e per Rai 1 nella redazione del programma La vita in diretta nell'edizione del 1996/1997 condotta da David Sassoli.
È stato dirigente nazionale (2010-2012), quale membro del coordinamento Cdr TGR, del sindacato nazionale dei giornalisti Rai Usigrai.

## Il noir e la "letteratura gialla"
L'esperienza da cronista e la passione per i noir gli hanno fatto creare il personaggio di Giacomo Cassisi, protagonista dei suoi romanzi A Taormina, d'inverno (2013) e Il giallo sole di Vendicari (2017) pubblicati da Manni Editore.
Il libro A Taormina, d'inverno è stato ristampato tre volte nella versione italiana ed è stato presentato nel maggio 2013 al Salone internazionale del libro di Torino,  a dicembre 2013 nella rassegna del Teatro Stabile di Catania "Libri in Scena" al Teatro Musco con la lettura degli attori Manuela Ventura e Mario Opinato, a Marzamemi nel luglio 2014 al "Festival del Cinema di Frontiera"; nel 2015 è stato tradotto e pubblicato in spagnolo da Yulka Editorial con il titolo En Taormina, en invierno e la copertina disegnata dall'autore catalano Pep Boatella e venduto anche in centro e sud-America.
Ha rappresentato gli autori italiani in occasione del Getafe Negro - "Festival de la novela policiaca de Madrid" nel 2015.
È stato citato nel 2014 quale esponente della scuola degli scrittori siciliani, in un seminario dell'Università di Marburgo  in Germania ed è inserito tra gli autori italiani di novela negra nel mondo.
Nel 2018 è stato insignito del premio Tito Mascali a Zafferana Etnea.
Con il libro Il giallo sole di Vendicari è stato finalista nei concorsi letterari La provincia in giallo nel 2018 e Giallo Ceresio nel 2019.
Ha prestato inoltre la propria voce per l'audiolibro Il giallo sole di Vendicari, mentre speaker di A Taormina, d'inverno è Stefano Trillini.

## Opere
- A Taormina, d'inverno (2013) Manni Editore
- Il giallo sole di Vendicari (2017) Manni Editore